# Beat (musique)
Pour les articles homonymes, voir Beat.
Sous-genres
Freakbeat
Genres dérivés
Garage rock, power pop, pop, Britpop, yé-yé, rock psychédélique
Le beat (musique beat, British beat ou encore Merseybeat pour les groupes de Liverpool à côté de la rivière Mersey) est un genre musical de rock et de pop largement en vogue au début des années 1960. Un des groupes les plus populaires du genre sont les Beatles. Le mot « beat » est employé pour désigner une nouvelle façon de jouer le rock 'n' roll au Royaume-Uni approximativement de 1963 à 1967, sous l'impulsion du succès des Beatles. Cette appellation désigne à la fois des groupes qui revendiquent une forte influence du rhythm and blues comme The Rolling Stones, The Who, The Kinks, The Animals, The Pretty Things, The Yardbirds et Them, et d'autres qui privilégient les mélodies et les harmonies vocales comme The Hollies, Herman's Hermits, Manfred Mann et The Zombies.
Parmi les scènes locales de ce mouvement, on peut citer notamment le Merseybeat à Liverpool, le Brumbeat à Birmingham ou le Freakbeat. Cette tendance s'est illustrée en France sous le nom de French beat et la scène Italian Beat a eu un certain succès en Italie avec des groupes comme The Rokes ou Bats.

## Terminologie
Les origines exactes des termes « beat music » et « Merseybeat » sont incertaines. La beat semble être liée au mouvement littéraire Beat Generation des années 1950, et à un rythme effréné que les groupes adoptent du rock 'n' roll, du rhythm and blues et de la soul. Alors que la première vague du rock 'n' roll décline à la fin des années 1950, la musique « big beat », ou plus tard abrégée « beat », devient une musique dance alternative pour des musiciens tels que Edmond Steele, Marty Wilde et Cliff Richard qui dominaient à l'époque les classements musicaux.
Le nom de Mersey Beat est utilisé par un magazine de Liverpool fondé en 1961 par Bill Harry. Le groupe The Pacifics est renommé en Mersey Beats en février 1962 par Bob Wooler, MC au Cavern Club puis devient en avril la même année The Merseybeats. Avec le succès des Beatles en 1963, les termes Mersey Sound et Merseybeat sont associés aux groupes et chanteurs originaires de Liverpool. Les scènes équivalentes de Birmingham et Londres sont décrits sous les termes de Brum beat et Tottenham Sound, respectivement.

## Histoire

### Origines

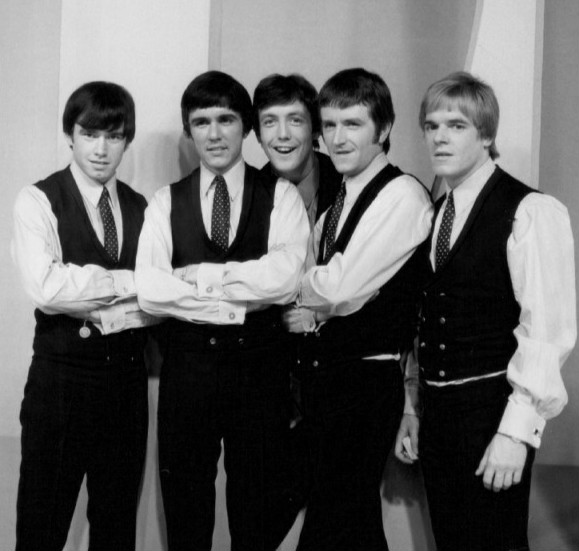
The Dave Clark Five au Ed Sullivan Show de 1966.

À la fin des années 1950, plusieurs groupes musicaux émergent, souvent originaires de la scène skiffle, dans de grandes villes britanniques comme Liverpool, Manchester, Birmingham et Londres. Cela se voit particulièrement à Liverpool, ville qui aurait dénombré plus de 350 différents groupes en activité jouant souvent dans des salles de bal, des halls et des clubs. Liverpool semblerait être le point culminant d'une nouvelle forme musicale. Des critiques musicaux pointent la désindustrialisation, la déprivation sociale, et l'existence d'une population à majorité irlandaise comme ayant influencé la musique beat. Les groupes britanniques de musique beat s'inspirent très largement des groupes américains de l'époque comme Buddy Holly and the Crickets (duquel les Beatles s'inspirent quant au nom de leur groupe) et d'une minorité de groupes rock 'n' roll britanniques comme The Shadows.
À la suite du succès national des Beatles au Royaume-Uni depuis 1962, un nombre de musiciens originaires de Liverpool comme Gerry & The Pacemakers, The Searchers, et Cilla Black, deviennent également capable d'atteindre les classements musicaux. Le premier groupe du genre, originaire d'autre part ou dirigé par Brian Epstein, à atteindre les classements britannique est Freddie and the Dreamers, originaire de Manchester, à quelques kilomètres près comme c'est le cas pour Herman's Hermits et The Hollies. Hors de Liverpool, plusieurs scènes locales s'inspirent moins du rock 'n' roll et plus du rhythm and blues, puis directement du blues. Ces groupes et musiciens étaient originaires de Birmingham et étaient souvent associés au mouvement beat, les meilleurs d'entre eux étant The Spencer Davis Group et The Moody Blues. Des groupes similaires et notoires inspirés du blues sont The Animals de Newcastle et Them de Belfast.

### Déclin et influence
En 1967, la musique beat décline et devient obsolète, comparée au blues rock « agressif » à l'époque en plein développement. La plupart des groupes qui ne se sont pas encore séparés, comme les Beatles, se redirigent vers différentes formes de musiques rock et de pop, comme le rock psychédélique puis finalement le rock progressif. La musique beat inspire majoritairement le garage rock américain et les mouvements folk rock, et sera même une source d'inspiration pour les sous-genres rock, comme la Britpop des années 1990.

## Compilations
- Beat at Abbey Road 1963-1965 (compilation 1997, EMI)
- The Beat Scene (compilation 2005, Decca)
- And The Beat Goes On (coffret 2005, Commercial Marketing)
- Beat Beat Beat, volumes 1 à 5 (compilations 2001-2008, Castle)